# Archelaos (Dichter)
Archelaos (altgriechisch Ἀρχέλαος) war der Autor eines Gedichts über Alchemie bzw. Goldmacherkunst. Er lebte zu einer nicht genauer bestimmbaren Epoche wohl in byzantinischer Zeit.
Über das Leben von Archelaos ist nichts bekannt. Er verfasste sein Gedicht in bezüglich des Stils und Versbaus barbarisch anmutendem Altgriechisch unter dem Titel Ἀρχελάου Φιλοσόϕου περὶ τῆς Ἱερᾶς Τέχνης διὰ Στίχων Ἰάμβων (d. h. Ein jambisches Gedicht von Archelaos dem Philosophen über die heilige Kunst). Von dem Werk sind in mehreren europäischen Bibliotheken Abschriften erhalten. Zuerst gab Johann Stephan Bernard am Ende seiner Edition von Palladius’ De Febribus (Leiden 1745) einige Exzerpte von Archelaos’ Gedicht heraus. Das gesamte Poem wurde erstmals in Julius Ludwig Idelers Physici et Medici Graeci Minores (Berlin 1842, Bd. 2, S. 343 ff.) veröffentlicht. Die erhaltenen Handschriften des Gedichts weisen eine unterschiedliche Länge auf; in Idelers Edition besteht es aus 336 jambischen Trimetern.